# High Voltage SID Collection
A High Voltage SID Collection (HVSC) a Commodore 64 számítógépre készült zenék legnagyobb gyűjteménye. 
A HVSC a MOS Technology 6581/8580 „SID” hangchipet használó személyi számítógépekre íródott zenék („chiptune”) gyűjteménye, ami eredeti formájában (eredeti gépi kódban és bináris formában) tartalmazza a Commodore 64 mellett a CBM-II és Commodore 128-ra készült játékok és demók zenéit.
A projekt 2022 tavaszán több, mint 55000 SID állományt tartalmazott, melyek általában 1-3 önálló zenét (és a hozzá tartozó programot) tárolnak. A file-ok mérete átlagosan 2-4 kilobyte, a zenék hossza általában 1-4 perc körül mozog; a SID-ek gyakran tartalmazzák az eredeti játékok effektus-hangjait is.

## Története
A projekt 1996 májusában indult, amikor pár lelkes zenegyűjtő (a világ minden tájáról) megpróbálta az interneten szétszórva található SID zenéket egy egységes lapra összegyűjteni. Az összegyűjtés során igyekeztek kiszűrni a hibás példányokat, kiszedni az ismétlődő file-okat vagy a hibásan elnevezetteket, javítani a pontatlanul feltüntetett szerzőt, címet, évszámot vagy eredetet. A gyűjteményt megpróbálták áttekinthető rendszerbe szedni, ami igen nagy munkát jelentett akkor, amikor az eredeti gépek már majdnem egy évtizede „kikoptak” a forgalomból. Szintén amiatt, hogy az eredeti gépekkel a legtöbb ember már nem rendelkezett meg kellett oldani, hogy a jelenkori operációs rendszerek alatt is meghallgathatóak maradjanak a zenék az eredeti formájukban.
A gyűjtemény készítésekor azonnal kiderült számukra, hogy nagyon sok „közismert” vagy „jelentős” zene hiányzik, így hamarosan hatalmas erőkkel kezdték a segítőikkel együtt felkutatni a hiányzó C=64-es programokat, hogy azokból „kioperálják” (ripping) a zenéket. 
Amint egyre több zene érkezett a gyűjteménybe ismét felmerült a szerzők kilétének problémája, mert sok zenénél a zene stílusa nem egyezett a zeneszerző szokásaival, így a projekt szervezői elkezdték felkeresni a zeneszerzőket, hogy tőlük kérjenek segítséget. Azok, akikkel sikerült felvenniük a kapcsolatot hatalmas segítséget nyújtottak a zenék pontos címkézésében. A projekt egyre jobban hasonlított egy igen komoly régészeti, eredetkutatói munkára, ahol információ-darabokból próbálták összerakni a korabeli eseményeket, érintett személyeket és cégeket.
A név eredetileg a „High Voltage CD” gyűjteményről kapta a nevét, melyben akkoriban Commodore 64-es játékok és demók jelentek meg, és sok esetben forrásként segítette a zenék gyűjtését.

## Az ingyenes projekt
Az egész gyűjtemény ingyenesen és szabadon hozzáférhető, akár egyben, akár darabjaiban elérhető. 
A zenék szinte teljes egészében jogilag szerzői jogilag védettek, emellett viszont ezen jogok nagy részét olyan cégek birtokolták akik mára teljesen megszűntek. Más jogtulajdonosok a sorozatos átalakulások során lekövethetetlen módon rendelkeznek a jogokkal. Szinte minden zeneszerző engedélyezte a felhasználást, de a projekt külön nem jegyzi, hogy az egyes művek szerzői jogilag milyen állapotúak. 
Az egész projekt az „abandonware”, vagyis a „magára maradt, elavult programok” filozófiáját követi, amikor feltételezi, hogy ezek a szerzői jogilag védett művek nem képviselnek az eredeti szerzőknek értéket és nem tanúsítanak a felhasználás irányában semmilyen érdeklődést, és így nem fognak a felhasználás ellen tiltakozni sem (sőt, általában büszkék rá).

## Struktúra
A gyűjtemény három fő betűrendes kategóriában gyűjti a zenéket:
- Zeneszerzők,
- Játékok (amikor egy zeneszerzőnek háromnál kevesebb zenéje szerepel a gyűjteményben) és
- Demók (szintén 3 alatti egyedi zenével zeneszerzőként).

Ezen kívül még jelentős méretű az „Ismeretlen” kategória, ahol nincs – még – elég adat a szerző beazonosításához.

## Külső hivatkozások
- HVSC. c64.org. (Hozzáférés: 2022. május 2.)